# Edicto perpetuo (Antigua Roma)
El edicto perpetuo (en latín, Edictum perpetuum praetoris), en la Antigua Roma, era el edicto que definía las normas que regirían la administración de justicia del pretor durante su mandato, por lo general un año. 

## Emisión del edicto perpetuo
Cada vez que un nuevo pretor era elegido, éstos emitían su propio edicto perpetuo que enumeraba las acciones que podía pedir o, tras la institución del proceso de formulación (agere per formulas), las fórmulas. Estas servían para proteger al demandante y las situaciones en lugar de servir para proteger al acusado con una exceptio. Los edictos se emitían públicamente para darlos a conocer a la gente.

## Edictum perpetuumyEdictum tralaticium
Para el pretor también existía la costumbre de reproducir parte del edicto de su antecesor, por lo que cada nuevo edicto perpetuo era el anterior, con los cambios que el nuevo pretor considerase oportuno. Con el tiempo, se formó un núcleo que se llamó edicto traslaticio, que luego sería recopilado y codificado por el jurisconsulto Salvio Juliano por orden del emperador Adriano. 
En el año 131 el emperador Adriano, mandó consolidar definitivamente la forma del Edicto traslaticio, mediante el trabajo de Salvio Juliano, un miembro de su Consilium principis, convirtiendo el edicto perpetuo y el traslaticio en una misma ley definitiva. Al mismo tiempo, eliminó la posibilidad de que los pretores posteriores crearan nuevo derecho a través de sus edictos. El edicto traslaticio cristalizó en la práctica en la forma de edicto, cuando en los tiempos más antiguos, los pretores definían solemnemente su política judicial que poco a poco llegó a estabilizarse en forma de derecho consuetudinario. De esta forma, solo el emperador podía modificar el edicto perpetuo lo que hizo que el antes dinámico derecho romano pasara por una etapa de esclerotización.
El Edicto perpetuo, serviría como modelo para la elaboración del Digesto del emperador Justiniano, que se publicó en el 533.